# Songbird (2020)
Songbird is een Amerikaanse dystopische sciencefiction-thriller uit 2020, geregisseerd door Adam Mason. De film is gebaseerd op de COVID-19-pandemie.

## Verhaal
In 2024 wordt de wereld nog steeds getroffen door de Covid-19-pandemie als gevolg van de mutatie van SARS-CoV-2. In de Verenigde Staten worden besmette mensen uit hun huizen gehaald en met geweld naar kampen gestuurd, bijgenaamd Q-Zones. In Los Angeles heeft Nico, een koerier die immuun is voor het virus waarmee hij in het verleden besmet was, een relatie met Sara, een kunstenares die aan haar huis is opgesloten en geen enkel contact met de buitenwereld mag hebben. Als Sara denkt dat ze besmet is, besluit Nico haar te gaan redden voordat ze naar een kamp wordt gestuurd.

## Rolverdeling
| Acteur             | Personage       |
| ------------------ | --------------- |
| KJ Apa             | Nico            |
| Sofia Carson       | Sara            |
| Craig Robinson     | Lester          |
| Bradley Whitford   | William Griffin |
| Peter Stormare     | Emmett Harland  |
| Alexandra Daddario | May             |
| Paul Walter Hauser | Dozer           |
| Demi Moore         | Piper Griffin   |
| Elpidia Carrillo   | Lita            |
| Lia McHugh         | Emma Griffin    |
| Paul Sloan         | Boomer          |
| Andrew Howard      | Reg             |

## Release
De film ging in première op 11 december 2020 in een beperkt aantal bioscopen in verschillende landen en als video on demand.

## Ontvangst
Op Rotten Tomatoes heeft Songbird een waarde van 9% en een gemiddelde score van 4,00/10, gebaseerd op 81 recensies. Op Metacritic heeft de film een gemiddelde score van 27/100, gebaseerd op 12 recensies.